# Браћа Блуз
Браћа Блуз је амерички филм снимљен 1980. Режирао га је Џон Ландис, а главне улоге играју Џон Белуши и Ден Акројд.

## Радња
Радња филма се дешава у Чикагу. Џејк Блуз је пуштен из затвора, а његов брат Елвуд га повезе у свом новом, полицијском ауту. Када посјете свој стари дом, сиротиште у којем су их одгајале часне сестре, сазнају да је црква тој установи укинула финансијску помоћ и да ће убрзо бити затворена ако у року од 11 дана не плати 5.000 долара. Браћа желе помоћи, а када Џејка у цркви обасја чудно свјетло он схвата да су добили „Божју мисију“. Одлуче обновити свој стари блуз састав како би на концерту скупили потребан новац. На свом путу привуку пуно непријатеља; Џејкову бившу љубавницу, неонацисте, полицију јер су уништили шопинг центар и један кантри састав јер су наступили умјесто њих у неком сеоском клубу. Ипак браћа одрже концерт и набаве новац за сиротиште, али их полиција ухапси и одводи у затвор.